# Unión Euroasiática
La Unión Euroasiática es un proyecto de integración económica y política de derecho basado en la unión aduanera de Bielorrusia, Kazajistán y Rusia y el Espacio Económico Euroasiático, y ampliable a otros estados de la Comunidad Económica Eurasiática (EurAsEC) y la Comunidad de Estados Independientes. Se crearía mediante la unión de las estructuras existentes de la unión aduanera y el Espacio Económico Euroasiático, e incluso prevé instituir una moneda común.
El surgimiento de esta unión puede ser visto como parte de la estrategia rusa de recuperar el protagonismo que una vez tuvo en el escenario político internacional durante la llamada Guerra Fría, a la vez que sirve de contrapeso a la Unión Europea, junto con otras iniciativas como el grupo de los BRICS o la Organización de Cooperación de Shanghái (OCS). La visión de tener una moneda común al estilo Euro, que se planea llamarse Altýn, como una vieja moneda que existió en la época imperial rusa e inicios de la Unión Soviética. El propósito de esta unión es hacer de contrapeso a la Unión Europea en el viejo espacio soviético.
La UEEA fomenta la libre circulación de bienes y servicios, y establece políticas comunes en el ámbito macroeconómico, el transporte, la industria y la agricultura, la energía, el comercio exterior y la inversión, las aduanas, la reglamentación técnica, la competencia y la regulación antimonopolio. Se prevén disposiciones para una moneda única y una mayor integración en el futuro. La unión funciona a través de instituciones principalmente  intergubernamentales . El Consejo Económico Supremo Euroasiático es el órgano supremo de la Unión, formado por los Jefes de los Estados miembros. El segundo nivel de instituciones intergubernamentales está representado por el Consejo Intergubernamental Euroasiático (formado por los Jefes de Gobierno de los Estados miembros). El trabajo diario de la UEEA se realiza a través de la Comisión Económica Euroasiática, el órgano ejecutivo de la Unión. También existe un órgano judicial: el Tribunal de la UEEA.

## Historia

### Propuesta
En la década de 1990, Rusia y las repúblicas de Asia Central se debilitaron económicamente y se enfrentaron a descensos del PIB como consecuencia del colapso de la Unión Soviética. Los estados miembros de la unión se sometieron a reformas económicas y privatizaciones. El proceso de integración euroasiática comenzó inmediatamente después de la desintegración de la Unión Soviética. Cuando la URSS comenzó a caer en 1991, los presidentes de Bielorrusia, Kazajistán y Rusia de las repúblicas fundadoras firmaron los Acuerdos de Belavezha el 8 de diciembre de 1991, en los que se declaraba que la Unión Soviética dejaría de existir y se proclamaba la Comunidad de Estados Independientes en su lugar.
En 1994, durante un discurso en la Universidad Estatal de Moscú, el primer Presidente de Kazajistán, Nursultan Nazarbayev, sugirió la idea de crear una "Unión Euroasiática" como bloque comercial regional para conectar con las economías en crecimiento de la Europa y Asia Oriental y beneficiarse de ellas. La idea sería simplificar el libre flujo de mercancías a través de Eurasia. La idea se vio rápidamente como una forma de reforzar el comercio, impulsar la inversión en Asia Central, Armenia y Bielorrusia, y servir de complemento a la Asociación Oriental. .
La Unión Euroasiática fue propuesta en marzo de 1994 por el presidente de Kazajistán, Nursultán Nazarbáyev, pero no fue hasta una reunión de la EurAsEC en diciembre de 2010 cuando la idea volvió a considerarse.

### Tratados fundacionales (década de 1990)
.

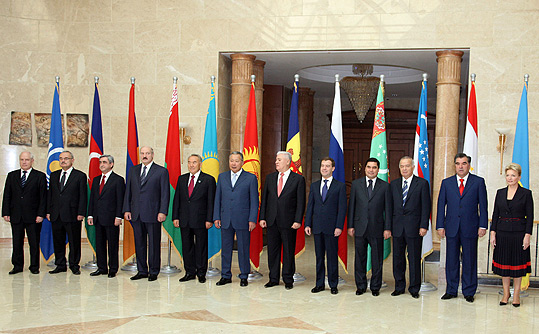
Reunión de los líderes de la Comunidad de Estados Independientes (CEI) en Bishkek, 2008. La CEI inició el largo proceso de integración euroasiática

Durante la década de 1990, el proceso de integración euroasiática fue lento, posiblemente debido a la crisis económica sufrida tras la disolución de la Unión Soviética y al tamaño de los países implicados (Rusia, Bielorrusia y Kazajistán abarcan una superficie de unos 20 millones de km2). Como resultado, los Estados miembros han firmado numerosos tratados para establecer gradualmente el bloque comercial regional.
En 1995, Bielorrusia, Kazajistán, Rusia y, más tarde, Kirguistán y Tayikistán, Estados adherentes, firmaron los primeros acuerdos sobre el establecimiento de una Unión Aduanera. Su objetivo era abrir gradualmente el camino hacia la creación de fronteras abiertas sin controles de pasaportes entre los Estados miembros.
En 1996, Bielorrusia, Kazajistán, Rusia y Kirguistán firmaron el Tratado para una Mayor Integración en los Ámbitos Económico y Humanitario con el fin de iniciar la integración económica entre los países para permitir la creación de mercados comunes de bienes, servicios, capitales, mano de obra, y desarrollar sistemas únicos de transporte, energía e información.
En 1999, Bielorrusia, Kazajistán, Rusia, Kirguistán y Tayikistán firmaron el Tratado sobre la Unión Aduanera y el Espacio Económico Único aclarando los objetivos y políticas que los estados emprenderían para formar la Unión Aduanera Euroasiática y el Espacio Económico Único.
El 3 de octubre de 2011, el Presidente del Gobierno de Rusia Vladímir Putin publicó un artículo sobre las perspectivas de este proyecto y su posición respecto a otras organizaciones internacionales como la Unión Europea.
El 29 de mayo de 2014 los Presidentes de Rusia, Bielorrusia y Kazajistán firmaron el Tratado de creación de la Unión Económica Euroasiática, que entró en vigor el 1 de enero de 2015.
El 10 de octubre de 2014 en una reunión celebrada en la capital Bielorrusa, Minsk, Armenia se convirtió en el cuarto miembro pleno de la Unión Económica Euroasiática (UEE) y la Unión Euroasiática junto a Bielorrusia, Kazajistán y Rusia, en un paso de fortalecimiento del proceso de integración en el espacio postsoviético. También en este evento se ha creado la hoja de ruta para la adhesión de Kirguistán a la Unión Euroasiática.

## Nota
1. ↑  «Federación Rusa». Organización para la Cooperación y el Desarrollo Económico. Consultado el 7 de julio de 2014.
2. 1 2 3  org/en/Documents/broshura26_ENGL_2014.pdf «Integración económica euroasiática: cifras y hechos». Comisión Económica Euroasiática. Consultado el 7 de julio de 2014.
3. ↑  Steven Blockmans; Hrant Kostanyan; Ievgen Vorobiov (December 2012). «Hacia una Unión Económica Euroasiática: El reto de la integración y la unidad». Centre for European Policy Studies. pp. 4-5. «Dadas las distancias entre los principales centros económicos, los costes de transporte parecen mucho más elevados en el caso del comercio dentro de la UA que dentro de la CEE. Además, existe una asimetría significativa en la distancia entre los centros económicos de Rusia y Bielorrusia y los de Rusia y Kazajistán, que afecta a los flujos comerciales dentro del bloque. Este factor podría obstaculizar considerablemente los efectos positivos previstos de la supresión de las barreras arancelarias al comercio y el aumento de la movilidad de la mano de obra, por lo que se requerirán mayores esfuerzos para facilitar el comercio transfronterizo, como la mejora de las infraestructuras de transporte.»